# Cappella della Sacra Famiglia di Nazareth all'Esquilino
La cappella della Sacra Famiglia di Nazareth all'Esquilino è una cappella di Roma, in Italia, situata nel rione Esquilino, nella via Machiavelli. È dedicata alla Sacra Famiglia ed è una cappella annessa alla parrocchia dei Santi Marcellino e Pietro al Laterano.
Questa cappella è vicina a quella di Sant’Elena all’Esquilino, situata nella stessa via.

## Storia
Si tratta della cappella conventuale delle Suore della Sacra Famiglia di Nazareth, una congregazione fondata nel 1875 da una polacca espatriata, la beata Francesca Siedliska. Il suo scopo era di servire i compatrioti nella sua stessa situazione, ma, in seguito, l'ordine finì per avere una sede indipendente in Polonia dopo il 1920 e molte sue suore finirono per essere martirizzate durante la seconda guerra mondiale. Nel ventunesimo secolo, la congregazione è diffusa a livello mondiale, ma continua ad avere sede a Roma: questo convento è la sede provinciale, mentre la sede generale attualmente si trova nell'edificio moderno al numero 400 di via Nazareth, accanto alla via di Boccea.
La costruzione del convento cominciò nel 1884 e terminò tre anni dopo. La cappella non ha un'identità architettonica propria e solo l'entrata principale del convento è degna di nota. Sopra un arco ci sono una trabeazione e una cornice che sporge. In cima c'è una lunetta semicircolare con un rilievo della Sacra Famiglia.